# Billboard Japan Music Awards
Billboard Japan Music Awards — набор музыкальных премий, ежегодно присуждаемых Billboard Japan (японской онлайновой версией журнала Billboard).
Наградами Billboard Japan Music Awards отмечаются артисты, как японские, так и зарубежные, достигшие успехов в чартах Billboard Japan в течение года. Победители в различных категориях вычисляются по разным формулам, комбинирующих как позиции в чартах Billboard Japan, там и голоса, поданные во время народного голосования. Главная награда, «Артист года», определяется только народным голосованием.
Премии выдаются во время ежегодной церемонии, первая из которых состоялась в 2010 году.

## Категории
Категории по музыкальным релизам
- Billboard Japan Hot 100 of the Year
- Billboard Japan Top Album of the Year
- Billboard Japan Hot 100 Airplay of the Year
- Billboard Japan Hot 100 Singles Sales of the Year
- Billboard Japan Adult Contemporary of the Year
- Billboard Japan Digital and Airplay Overseas of the Year (since 2011)
- Billboard Japan Hot Animation of the Year (since 2011)
- Billboard Japan Classical Albums of the Year
- Billboard Japan Jazz Albums of the Year
- Billboard Japan Independent of the Year
- Billboard Japan Overseas Soundtrack Albums

Категории по исполнителям
- Billboard Japan Artist of the Year
- Billboard Japan Top Pop Artist
- Billboard Japan Jazz Artist of the Year
- Billboard Japan Classic Artist of the Year
- Billboard Japan Animation Artist of the Year
- Billboard Japan Independent Artist of the Year

## Церемония
Церемонии награждения до настоящего времени проводились с декабря по февраль.
Церемонии по итогам 2009 и 2010 годов транслировались на Fuji TV Next, с 2011 года на TV Osaka and TV Tokyo.

### Ведущие
- 2009: Токоаки Огура, Кёко Камэи, Мибу Минами
- 2010: Токоаки Огура, Кёко Камэи, Мариа Окада
- 2011: Кристофер Пепплер, Кэйко Ясио
- 2012: Юдзи Миякэ, Тияки Хоран

## Победители в главных категориях

### Hot 100 of the Year
- 2009: B'z «Ichibu to Zenbu»
- 2010: Arashi «Troublemaker»
- 2011: AKB48 «Everyday, Katyusha»[4]
- 2012: AKB48 «Manatsu no Sounds Good!»[5]
- 2013: AKB48 «Koi Suru Fortune Cookie»
- 2014: Arashi «Guts!»
- 2015: Sandaime J Soul Brothers «Ryusei»
- 2016： AKB48 «Tsubasa wa Iranai»
- 2017： Хосино, Гэн «Koi»
- 2018,2019: Ёнэдзу, Кэнси «Lemon»

### Artist of the Year
- 2009: EXILE
- 2010: EXILE
- 2011,2012,2013: AKB48[3][5]
- 2014,2015:Нисино, Кана
- 2016: AKB48
- 2017: Хосино, Гэн
- 2018: Ёнэдзу, Кэнси
- 2019: Aimyon

### Album of the Year
- 2009: Exile Exile Ballad Best
- 2010: Exile Aisubeki Mirai e
- 2011: Mr. Children Sense
- 2012: Mr. Children Mr. Children 2005—2010 ＜macro＞
- 2013: Arashi Love
- 2014: «Холодное сердце»
- 2015: Arashi Japonism
- 2016: Arashi Are You Happy?
- 2017,2018: Амуро, Намиэ Finally
- 2019: Arashi 5x20 All the Best!! 1999—2019